# Šumanovac
Šumanovac är en ort i Montenegro. Den ligger i den norra delen av landet, 80 km norr om huvudstaden Podgorica. Šumanovac ligger 1 355 meter över havet och antalet invånare är 154.
Terrängen runt Šumanovac är kuperad åt sydost, men åt nordväst är den bergig. Runt Šumanovac är det ganska glesbefolkat, med 48 invånare per kvadratkilometer. Närmaste större samhälle är Žabljak, 5,3 km väster om Šumanovac. I omgivningarna runt Šumanovac växer i huvudsak blandskog.